# Крамаренко, Александр Яковлевич
Александр Яковлевич Крамаренко (8 ноября 1942, Новая Маячка — 13 апреля 2002, Москва) — космонавт-испытатель (3-й набор ВВС), старший научный сотрудник Центра подготовки космонавтов имени Ю. А. Гагарина, полковник ВВС запаса.

## Биография

### Ранние годы и образование
Родился 8 ноября 1942 года в посёлке Новая Маячка в семье участника Великой Отечественной войны Крамаренко Якова Васильевича и Крамаренко Елизаветы Михайловны. Окончил среднюю школу № 1 поселка Новая Маячка и в 1959 году поступил в Кировоградское высшее военное училище летчиков (ВВАУЛ), где отучился 1 год. Затем поступил в Оренбургское высшее военное авиационное училище летчиков (ОВВАУЛ) Приволжского военного округа, которое окончил в 1963 году и служил летчиком 143 отдельного бомбардировочного авиационного полка 34-й воздушной армии Закавказского военного округа.
Поступил на заочное отделение Московского государственного технического университета имени Н. Э. Баумана, которое окончил в 1973 году окончил по специальности «Системы автоматического управления» и получил диплом «инженер-электромеханик».
Учился в Московском государственном педагогическом университете, которое окончил в декабре 1990 года и получил специальность «педагог-инструктор».

### Космическая подготовка
Пройдя успешно медицинскую комиссию в Центральном научно-исследовательском авиационном госпитале, 18 октября 1965 года его кандидатура была одобрена на заседании Мандатной комиссии. 23 октября 1965 года на итоговом заседании Мандатной комиссии был рекомендован к зачислению в отряд космонавтов. 28 октября 1965 года был назначен на должность слушателя-космонавта 1 отряда Центра подготовки космонавтов имени Ю. А. Гагарина. С 1965 по 1967 годы проходил общекосмическую подготовку, в итоге был назначен космонавтом 2-го отряда.
С 1968 по 1969 год в составе группы космонавтов проходил подготовку по программе военно-исследовательского пилотируемого космического корабля 7К-ВИ.
В марте 1969 года не прошёл очередное медицинское обследование и был признан негодным к спецтренировкам и к летной работе. 30 апреля 1969 года был отчислен из отряда космонавтов по состоянию здоровья.

### Служба в ЦПК
После отчисления из отряда космонавтов работал с апреля 1969 по ноябрь 1995 года в Центре подготовки космонавтов имени Ю. А. Гагарина на разных должностях:
- с 30 апреля 1969 года — помощник ведущего инженера по подготовке космонавтов 1 отделения, а с 1970 года — начальник этого отделения, ведущий инженер 2 отдела 1 управления 1 НИИ ЦПК. Готовил экипажи к космическим полетам на пилотируемых космических кораблях «Союз-14», «Союз-15» и по программе военных орбитальных пилотируемых станций СССР «Алмаз». Во время испытаний орбитальной космической станции «Салю́т-3» был сменным руководителем полета по подготовке и действиям экипажа, занимался разработкой бортовой и полетной документацией.
- с 20 мая 1976 года — заместитель начальника 2 отдела, ведущий инженер-испытатель 1 управления 1 НИИ ЦПК. Готовил экипажи к космическим полетам на ОКС «Салют-5» по программе военных орбитальных пилотируемых станций СССР «Алмаз» на тренажере «Енисей», так же участвовал в подготовке на тренажерах «Иртыш», ТДК-7К, ТДК-2С, «Волга» и стендах «Пульсар» и «Игла».
- с 29 января 1982 года — начальник 2-го отдела, ведущий инженер-испытатель, продолжал готовить испытательные группы на орбитальных научных станциях «Салют» и «Мир».
- с 9 октября 1986 по ноябрь 1995 года — начальник 12 отдела.

30 ноября 1995 года уволен из ВС в запас по возрасту.

### Воинское звание
- Лейтенант (25.10.1963);
- Старший лейтенант (05.03.1966);
- Капитан (19.03.1968);
- Майор (07.04.1972), с 31.10.1973 — майор-инженер;
- Подполковник-инженер (07.05.1976);
- Полковник-инженер (06.07.1981), с 14.05.1984 — полковник.

### Профессиональная деятельность после ВС
Уволившись из ВС, с 1996 года работал старшим научным сотрудником РГНИИ ЦПК имени Ю. А. Гагарина и готовил космонавтов по техническим системам кораблей и станций.

## Награды
- Орден «За службу Родине в Вооруженных Силах СССР» III степени (17.02.1985).

## Смерть
Умер 13 апреля 2002 года. Похоронен на кладбище деревни Леониха.